# Hans Steinfeld
Hans Steinfeld   (Denver, 14 de desembre de 1959), sovint anomenat Chris Steinfeld, és un regatista estatunidenc, ja retirat, que va competir durant la dècada de 1980.
El 1984 va prendre part en els Jocs Olímpics d'Estiu de Los Angeles, on va guanyar la medalla de plata en la categoria classe 470 del programa de vela. Va compartir vaixell amb Steve Benjamin. En el seu palmarès també destaca una medalla de plata al Campionat del món de vela.